# 水源地環境センター
一般財団法人水源地環境センター（すいげんちかんきょうセンター、Water Resources Environment Center, Japan）は、一般財団法人水源地環境センター（旧：財団法人ダム水源地環境整備センター）は、豊富な経験と高度な知識を活かし、ダム水源地の環境の整備及び保全、貯水池の管理・運用並びに環境影響評価等に関する調査研究・技術開発を行っている法人。旧名称は財団法人ダム水源地環境整備センターで、元国土交通省所管。略称で「WEC」（うぇっく）と呼ばれる。

## 概要
- 所在：東京都千代田区麹町2-14-2 麹町NKビル
- 理事長：森北佳昭（元・国土交通省水管理・国土保全局長）

2010年3月9日、「事業仕分け第2弾」において、仕分け対象枠の公益法人に選定された。

## 組織
- 総務部
- 企画部
- ダム広報センター
- 調査部

### ダム水源地環境技術研究所
- 研究第一部
- 研究第二部
- 研究第三部

## 事業
ダム湖、湖沼の環境整備、水質保全、水源地域振興対策、土砂対策、ダム管理、環境アセスメント、「森と湖に親しむ旬間」の運営、ダム湖百選事務局

## 関連事項
- ダム湖百選
- ダム管理主任技術者
- ダム管理技士